# Бруни, Николай Александрович
Никола́й Алекса́ндрович Бру́ни (20 сентября [2 октября] 1856, Санкт-Петербург — 19 декабря 1935, Ленинград) — русский живописец из семьи Бруни, сторонник академизма, второстепенная фигура среди петербургских художников времён «контрреформ» и Серебряного века, мозаичист; церковный декоратор и мастер исторической картины, также работал как портретист. Академик (с 1906), заведующий мозаичным отделением (в 1912–1917) Императорской Академии художеств.

## Биография
Старший сын петербургского архитектора академика Александра Константиновича Бруни, племянника знаменитого живописца николаевской эпохи; практически всю жизнь провёл в Петербурге — Петрограде — Ленинграде. Первоначально учился на архитектора, посещая Академию художеств вольноприходящим учеником по архитектуре. Однако затем склонность к живописному ремеслу заставила его изменить выбор — в 1875 году, после окончания гимназии Карла Мая, он поступил в Академию художеств учеником по исторической живописи.
В 1884 году за работу «Притча о богатом и Лазаре» он был удостоен малой золотой медали. В 1885 году за программу «Овчая купель» по окончании Академии получил звание классного художника первой степени.
С 1890 года преподавал в Центральном училище технического рисования барона А. Л. Штиглица. С 1892 года — надзиратель классов Академии художеств, в 1894 году назначен инспектором классов Высшего художественного училища при Академии.
Его жена, Ольга Викторовна Вульф (1871—?), 27 марта (8 апреля) 1898 года родила сына Дмитрия.
В 1901 году он выполнил работу для храма Воскресения Христова (Спас на Крови) в Санкт-Петербурге: «Святая великая княгиня Ольга».
Избран (1909) на должность профессора искусств архитектурного отделения Высшего художественного училища на 5 лет.
В 1906 году он был удостоен звания академика. В 1912 году стал заведующим мозаичным отделением Академии.
Последние годы жизни провёл в пансионате для престарелых ученых в Петергофе.
Похоронен на Смоленском православном кладбище (уч. 40, угол Петровской и Духовской дорожек).

## Творчество
Работая как практический живописец, участвовал в росписи Храма-памятника Александра Невского в Софии.
Известно, что Н. А. Бруни также создавал проекты витражей. По его эскизу в мюнхенской мастерской Ф. К. Цеттлера в 1899 году создан витраж с изображением Воскресения Христова для церкви св. Александра Невского второго кадетского корпуса в Петербурге. В 2008 году он был извлечен из запасников Музея Академии художеств в Петербурге. В 1905 году также по эскизу Н. А. Бруни в мастерской Х. Мюллер-Хиклера в Дармштадте был создан витраж для Великокняжеской усыпальницы Петропавловского собора в Петербурге. Этот витраж погиб в годы Великой Отечественной войны: он был полностью разрушен взрывной волной. В 2006 году витраж воссоздан в петербургской мастерской А. И. Яковлева.
Оба витража отражают православную традицию создания запрестольных икон с изображением Воскресения Христова и являются лучшими памятниками витражного искусства в России.